# Lori Lively
Pour les articles homonymes, voir Lively.
Lori Lynn Lively (née le 9 novembre 1966) est une actrice et designer américaine. Elle est la fille aînée de l'agent artistique Elaine Lively (née McAlpin), et de Ronnie Lively, ainsi que la sœur aînée de Jason (né en 1968) et Robyn (née en 1972). À la suite du divorce de ses parents, sa mère s'est remariée à l'acteur Ernie Lively, le 12 décembre 1979. Ensemble, ils ont eu deux enfants ; les acteurs, Eric (né en 1981) et Blake (née en 1987). 

## Filmographie
- 1986 : Alfred Hitchcock présente : Une femme (1 épisode)
- 1986 : Extra Sangsues : Lorie
- 1990 : Falcon Crest : Une femme (1 épisode)
- 1991 : Dead Space : Jill
- 1992 : Timescape : Kleph
- 1995 : Sisters : Penelope (1 épisode)
- 1998 : Sandman : Kim Doll
- 1998 : Free Enterprise : Leila
- 1998 : Star Trek: Deep Space Nine : Siana (1 épisode)
- 1998 : Melrose Place : Maryanne (1 épisode)
- 2001 : The Ghost : Doris
- 2003 : Mon oncle Charlie : Kathy (1 épisode)
- 2003 : Urgences : Helen (1 épisode)
- 2004 : Mon oncle Charlie : Kathy (1 épisode)
- 2004 : Les Sauvages : Une femme (1 épisode)
- 2005 : Cold Case : Affaires classées : Nancy (1 épisode)
- 2006 : Love, Inc. : Carla (1 épisode)
- 2006 : Simon Says : Lonnie
- 2009 : Mentalist : Molly (1 épisode)
- 2009 : The Unit : Commando d'élite : La maman de Tom (1 épisode)
- 2010 : Pour le meilleur et le pire : Carol (1 épisode)
- 2010 : I Kissed a Vampire : Dr. Lori Light
- 2010 : The Defenders : Greta (1 épisode)